# Régis Deleuze
Pour les articles homonymes, voir Deleuze.
Régis Deleuze, né le 26 septembre 1922 au Caire et mort pour la France le 25 février 1945 à Verkhoven, est un Français libre, pilote de la Royal Air Force, abattu à 22 ans par l'artillerie anti-aérienne allemande, près de Bunnik, aux Pays-Bas.

## Biographie
Régis Deleuze est le fils de Carlo Deleuze, industriel français installé en Égypte, et de Marie-Cécile van den Bosch. Il est le neveu de l'ambassadeur de Belgique en Angleterre Jean van den Bosch (en) et le petit-fils de l'écrivain et magistrat Firmin van den Bosch.
À 17 ans, encore étudiant, Régis Deleuze se rend à Saint-Jean-de-Luz et réussit à embarquer pour la Grande-Bretagne le 23 juin 1940. Arrivé à Londres, il est jugé trop jeune par le recrutement des FAFL mais parvient à s’engager dans la RAF (R.A.F-Volonteer-Reserve n° 135504) le 6 novembre 1940. Il commence sa formation de pilote au Canada, est breveté pilote en décembre 1942 puis nommé pilot officer, grade égal à celui de sous-lieutenant.

## Héros de la France libre
Après avoir achevé son entraînement en Operational Training Unit, il est promu Flight Lieutenant et rejoint le 501 County of Gloucester Squadron, le 4 juin 1943. Il y vole sur Spitfire V, en compagnie de pilotes FAFL : Delange, Fuchs et Vaissier. En août 1944, le 501 Squadron est transformé sur Hawker Tempest Mk V et, demeurant en Angleterre, est affecté à la chasse aux bombes volantes V1 au sein de l’Air Defence of Great Britain. Régis Deleuze se distingue en abattant huit V1 (dont sept de nuit), entre le 7 août et le 18 décembre 1944. C'est notamment aux commandes du Hawker Tempest V, EJ589, SD-J que Régis Deleuze qu'il abat dans la nuit du 14 au 15 octobre 1944 deux des huit V1 qui lui sont confirmés détruits durant son affectation au No. 501 Squadron.
Le 22 février 1945, il est affecté au 274 Squadron (122 Wing), volant sur Tempest depuis la Hollande. Trois jours après être arrivé au 274 Squadron, qui opère depuis Volkel aux Pays-Bas, le flight lieutenant Deleuze (Tempest Mk V EJ775/JJ°A) est abattu par la Flak à Werkhoven près de Bunnik, aux Pays-Bas. Le pilote, Régis Deleuze, meurt dans les bras de la comtesse Zu Castell-Castell. Le 2 mars, Deleuze est enterré au cimetière général de Werkhoven. Il sera identifié ensuite sur la base de son dossier dentaire. Il est réinhumé en présence de sa mère. Plus tard, la famille le fait transférer au cimetière d'Evere, près de Bruxelles, où vivaient ses grands-parents.
Sur le domaine du château de Beverweerd (en), à Werkhoven, une croix commémorative blanche se dresse au bord de l'avenue.

## Journal personnel
Régis Deleuze tient une sorte de journal dès son entrée en service. La dernière entrée date du 25 février 1945, jour de son dernier vol,.

## Distinctions
Chevalier de la Légion d'honneur
- Cité à l'ordre de l'Armée aérienne